# Tharaba-Tor
Das Tharaba-Tor (birmanisch သရပါ တံခါး; sprich: θəɹəbà dəɡá, auch Sarabha-Tor) ist das einzige erhaltene Tor in der historischen Stadtmauer von Bagan, Myanmar. Es liegt im Osten der Stadt.

## Geschichte
Burmesischen Chroniken zufolge wurde Bagan im Jahr 849 befestigt; Untersuchungen mit der Radiokarbon-Methode datieren das Tor ins Jahr 1020.

## Beschreibung
Zwei Reste der Stadtmauer stehen einander gegenüber. An der Außenseite sind zwei kleine Schreine angebaut, in denen sich Standbilder der Schutzgeister Bagans befinden: die Nats Nga Tin De und seine Schwester Shwe Myet Hna.

## Galerie

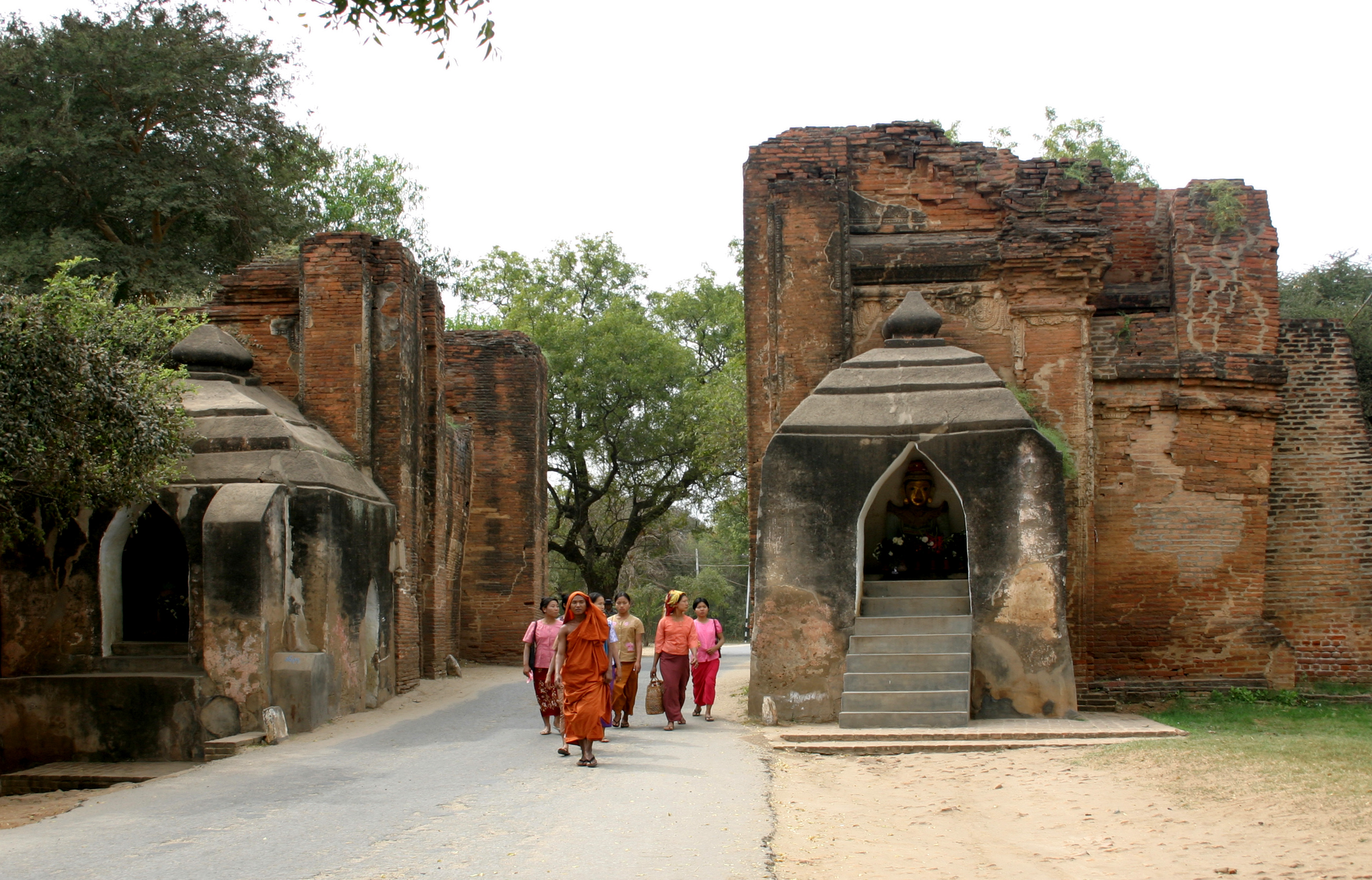
Tharaba-Tor außen
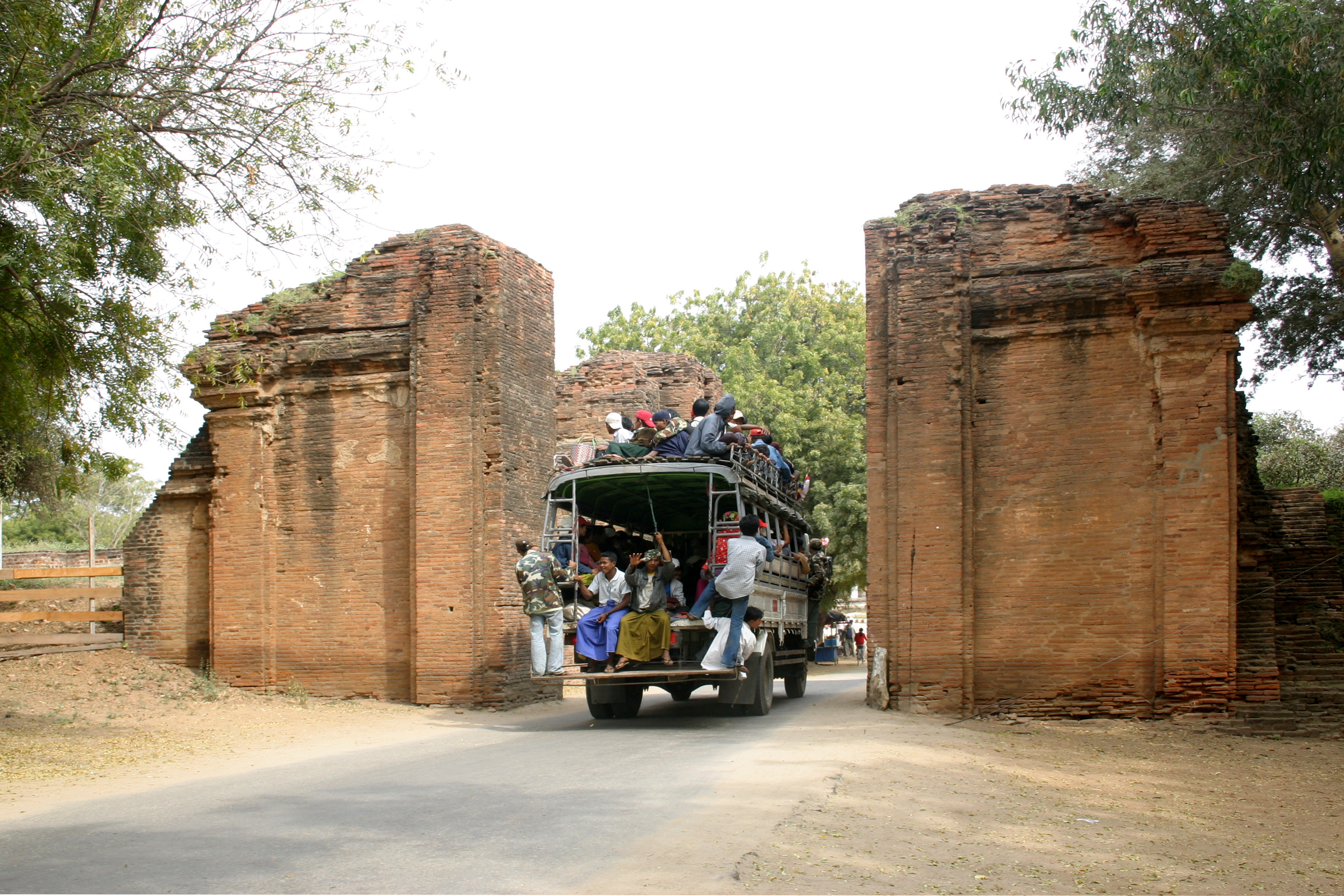
Tharaba-Tor innen
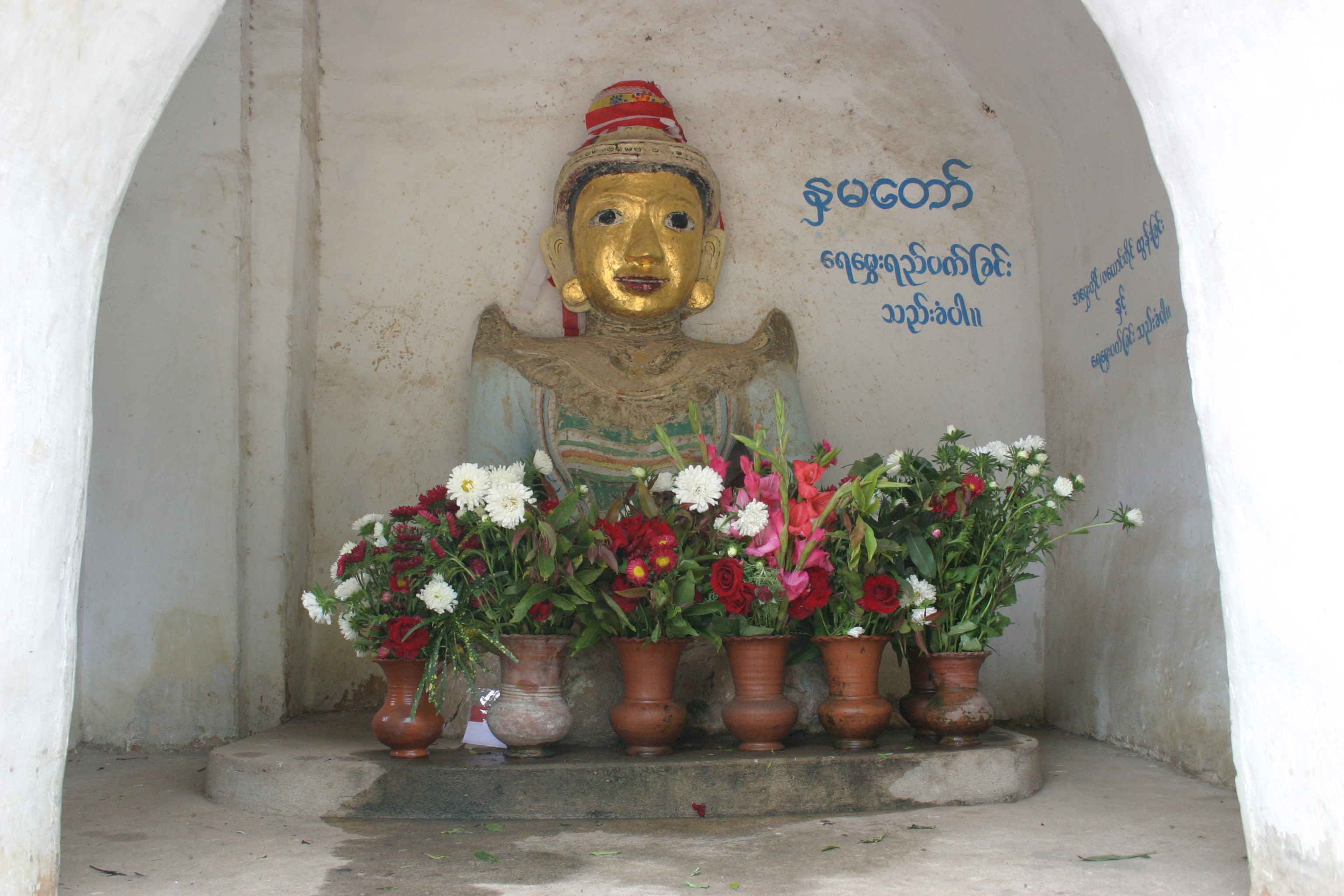
Nat Shwe Myet Hna
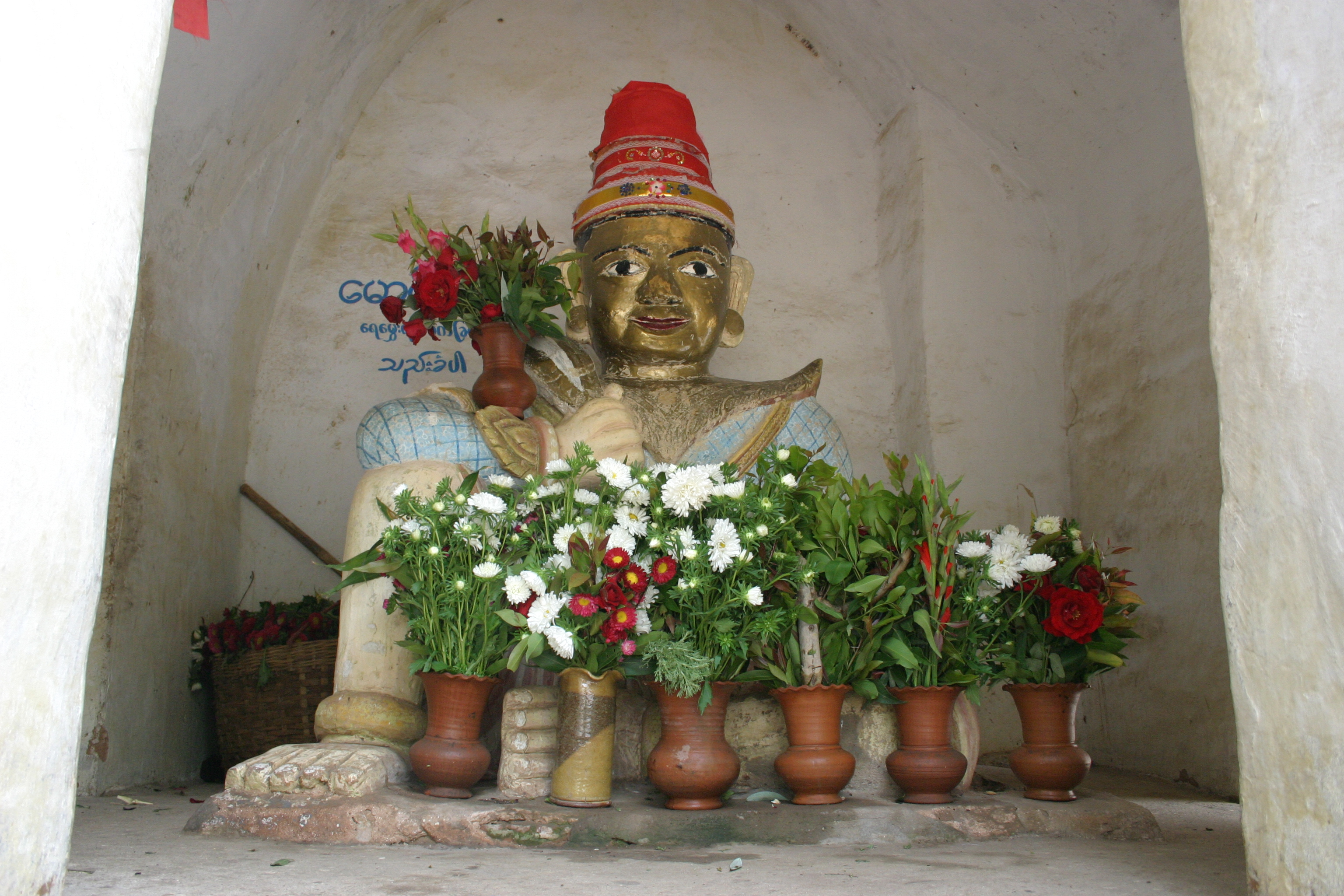
Nat Nga Tin De